# كيفن بيريرا
كيفن بيريرا (بالإنجليزية: Kevin Pereira)‏ هو صانع فيديو ساخر ‏ أمريكي، ولد في 28 ديسمبر 1982 في أنتيوك في الولايات المتحدة.

## وصلات خارجية
- الموقع الرسمي
- كيفن بيريرا على موقع IMDb (الإنجليزية)